# Dan Barker

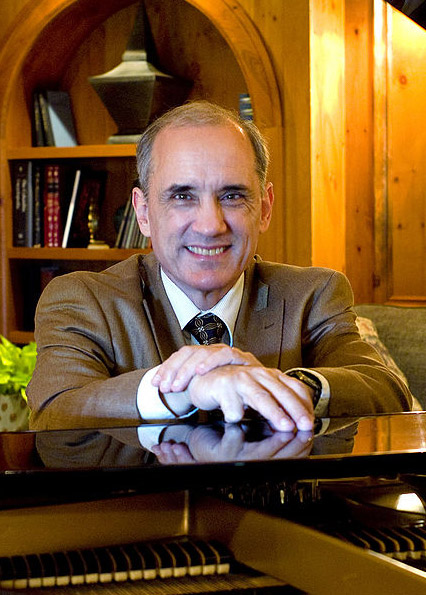
Dan Baker

Dan Barker (n. 25 iunie 1949) este un activist ateu, muzician și compozitor american.
Timp de 19 ani a fost predicator creștin, dar a renunțat la religie în 1984.
Este cunoscut pentru critica adusă religiei și pentru pledoaria sa în favoarea raționalismului și a separarării între biserică și stat.

## Biografie
S-a născut într-o familie ale cărei origini aparțin amerindienilor Lenape.
A studiat la Azusa Pacific University, unde a obținut doctoratul în religie, devenind predicator creștin în cadrul instituției penticostale Assembly of God.
În 1984, în mod oficial, se declară ateu.
Împreună cu soția, Annie Laurie Gaylor, care este de asemeni o promotoare a ateismului, pune bazele asociației Freedom From Religion Foundation (Fundația pentru Libertate Religioasă).
Sub egida acestei organizații, publică lucrarea: Losing Faith in Faith: From Preacher to Atheist (Pierzând credința în credință: De la predicator la ateu).
De asemenea, în publicația Freethought Today a scris numeroase articole referitoare la această temă.
Dan Barker este membru al Lenni Lenape Tribe of Native Americans, asociație care militează în favoarea amerindienilor Lenni Lenape.
1. ↑  „Dan Barker”, Gemeinsame Normdatei, accesat în 4 mai 2014
2. ↑  Dan Barker, SNAC, accesat în 9 octombrie 2017